# Смирдан (Галац)
Смирдан (рум. Smârdan) — село у повіті Галац в Румунії. Входить до складу комуни Смирдан.
Село розташоване на відстані 185 км на північний схід від Бухареста, 8 км на північний захід від Галаца.

## Населення
За даними перепису населення 2002 року у селі проживали 1918 осіб, усі — румуни. Усі жителі села рідною мовою назвали румунську.